# Lijst van rampen in het Caribisch deel van het Koninkrijk der Nederlanden
Dit is een lijst met rampen op het grondgebied van Aruba, Bonaire, Curaçao, Sint Maarten, Saba of Sint Eustatius. In deze lijst zijn alleen gebeurtenissen opgenomen waarbij vijf of meer doden zijn gevallen tussen wie geen verwantschap bestond, en gebeurtenissen waarbij er sprake is van een zeer groot effectgebied.

## Vóór 1800
- 1652
  - 23 september – Na een tropische orkaan worden bij de Benedenwindse Eilanden drie schepen met hun bemanning vermist.
- 1750
  - 7 augustus – Op Curaçao breekt een opstand uit op de WIC-plantage Hato. Er vallen zestig slachtoffers, van wie een Europeaan.
- 1772
  - 1 september – Door een zware orkaan worden op Sint Eustatius 400 woningen verwoest en op Saba 180 woningen. Op Sint Maarten staat nauwelijks een huis nog overeind.[1]
- 1778
  - 15 september – Tijdens werkzaamheden aan boord van het Nederlandse linieschip Alphen in de haven van Willemstad vindt een explosie plaats. Er zijn 205 doden.[2]
- 1780
  - 15 oktober – De Grote Orkaan van 1780 trekt over het Caribisch Gebied, waarschijnlijk de dodelijkste Atlantische orkaan ooit. Schattingen noemen ongeveer 22.000 doden, waarvan circa 4.000 op St. Eustatius. De Nederlandse vloot wordt hierdoor zwaar getroffen.
- 1783
  - 4 februari – Het Franse schip Duc de Bourgogne vergaat nabij Curaçao. Tachtig bemanningsleden verdrinken.
- 1795
  - 17 augustus – Curaçaose slavenopstand van 1795. Tientallen plantageslaven op Curaçao weigeren naar hun werk te gaan. Slaven van andere plantages sluiten zich bij de opstand aan. Na aanvankelijk succes wordt de opstand op 31 augustus neergeslagen. Er vallen 31 doden.

## 19e eeuw
- 1819
  - 21 september – Een zware orkaan treft Sint Maarten. Op het Nederlandse gedeelte van het eiland vallen 81 doden en worden 348 gebouwen verwoest.[3]
- 1823
  - 8 juli – Nabij Klein Curaçao vergaat de brik Enterprise. Alle opvarenden overleven.[4]
- 1825
  - 1 maart – Vertrek van het Nederlandse schip de Zeemeeuw vanuit Willemstad. Van het schip met ten minste veertien personen aan boord wordt nooit meer iets vernomen. De Zeemeeuw is mogelijk door de Colombiaanse kaperbrik Aquila overvallen, de lading daaruit genomen, het vaartuig in brand gestoken en de bemanning aan boord van de kaper geketend.[5]
- 1846
  - 13 september – Nabij Klein Curaçao strandt de golet Amelia. Op verzoek van M. de Jongh aan gezaghebber R.H. Esser wordt de schoener De Vos uitgezonden. M. De Jongh is aan boord van De Vos, zijn behuwd zoon Antoine Bruon Langlois op de Amelia. Tegen de avond komt De Vos aan bij Klein Curaçao. Na twee dagen zonder eten of drinken worden de opvarenden gelaafd en aan boord genomen. Er wordt nog geprobeerde de Amelia te redden, maar dat lukt niet door de ruwe zee.[6]
- 1848
  - 3 maart – Nabij Klein Curaçao vergaat het Franse korvet La Boussole. Alle opvarenden overleven.[7]
- 1877
  - 23 september – Bij een zware storm op Aruba, Curaçao en Bonaire komen 69 mensen om het leven, vooral op zee.[8][9]
- 1886
  - 27 augustus – Aan de noordkust van Aruba vergaat het Duitse zeilschip Nero.
- 1892
  - 7 oktober – Nabij Bonaire vergaat met man en muis het koopvaardijschip Anita.
- 1899
  - 12 augustus – Bij een orkaan over Sint-Eustatius worden vijftig huizen verwoest.[10]

## 20e eeuw

### 1910-1919
- 1910
  - 7 juli – Voor de kust van Curaçao vergaat het Nederlandse schip Gouverneur van Heerdt. Er vallen negen doden, waaronder Arend Evert van den Brandhof, gezaghebber van Bonaire.[11]

### 1920-1929
- 1928
  - 7 april – In een dok in het Schottegat bij Otrobanda explodeert de tanker Chepita. Zeven mensen komen hierbij om.[12]

### 1930-1939
- 1930
  - 6 september – Ontploffing in olie-installatie bij Willemstad. 12 doden en 20 gewonden.[13]
- 1933
  - 8 juli – Nabij Curaçao vergaat het Nederlandse schip Julio Maria. Er vallen vijf doden.[14]
- 1939
  - 12 mei – Bij een zwaar verkeersongeval op Curaçao botsen twee trucks op elkaar bij Sint Willibrordus. Er vallen vijf doden.[15]

### 1940-1949
- 1942
  - 16 februari – Het Britse stoomschip Oranjestad vergaat bij Aruba. Vijftien opvarenden verdrinken, negen worden gered.[16]
  - 20 april – Een staking onder Chinese arbeidslieden op Curaçao wordt met geweld neergeslagen. Er vallen twaalf doden.
  - 26 april – Het Amerikaans bauxietschip Alcoa Partner wordt door de Duitse onderzeeboot U 66 getorpedeerd en zinkt voor de kust van Bonaire. Er vallen tien doden.
  - 12 november - Het Amerikaanse oorlogsschip USS Erie wordt voor de kust bij Piscadera getroffen door een torpedo van een Duitse onderzeeër, U 163. Door de explosie en brand komen zeven bemanningsleden om het leven en raken er nog eens elf gewond.
- 1943
  - 27 juli – Het SS Rosalia op weg van Lagunillas naar Curaçao wordt op 10 mijl ten zuiden van Willemstad bij de Bullenbaai door de Duitse onderzeeboot U 615 tot tweemaal toe getorpedeerd. Er vallen 23 doden.
- 1944
  - 18 september – De Belgische tanker Ampetco vergaat tussen de Arubaanse en Venezolaanse kust. Slechts vijftien van de 48 opvarenden overleven deze ramp.[17]
- 1947
  - 15 december - De Argentijnse tanker Los Posos en de Venezolaanse tanker Tucu Pita komen voor de Caracasbaai met elkaar in aanvaring. 16 doden en 2 dagen later nog 10 vermisten.[18]

### 1960-1969
- 1960
  - 1 september – Orkaan Donna op Sint Maarten. Er vallen zeven doden.
- 1967
  - 6 november – De Koningin Julianabrug in Willemstad (Curaçao) stort in. Zestien mensen komen om het leven. De oorzaak van het instorten is nooit achterhaald.
- 1969
  - Op 30 mei 1969 (Trinta di mei) wordt de binnenstad van Willemstad verwoest na een uit de hand gelopen opstand onder Shell-arbeiders. Veel oude gebouwen op het Brionplein gaan in vlammen op.

### 1970-1979
- 1972
  - 21 december – Een De Havilland van Air Guadeloupe stort neer bij Sint Maarten. Alle dertien inzittenden komen om het leven.[19]
- 1977
  - 24 december – Piper PA-31-350 Navajo van Valley Air Service stort neer bij Willemstad. Alle tien inzittenden komen om het leven.

### 1990-1999
- 1995
  - 3 september – Orkaan Luis op Sint Maarten. Er vallen negen doden. Luis bracht alhier 170 mm regen en vernietigde 60% van alle woningen, hetgeen resulteerde in een schade van $1,8 miljard.
- 1999
  - 18 november – Orkaan Lenny komt aan op Sint Maarten. De orkaan blijft twee dagen boven het eiland hangen en richt grote verwoestingen aan. Er valt 366 mm regen. Er vallen negen doden, waarvan drie op het eiland en zes offshore.[20]

## 21e eeuw

### 2000-2009
- 2007
  - 20 september – Bij een explosie en brand in bergingsschip Seamec II in droogdok CDM te Willemstad vallen vijf doden.[21]

### 2010-heden
- 2012
  - 15 december – Vuurwerkramp op Curaçao. Grote schade en vier[22] doden.
- 2017
  - 6 september – Sint Maarten wordt getroffen door orkaan Irma. Deze is van de zwaarste categorie (5) en richt zware schade aan op het eiland, waarbij er meerdere doden en gewonden vallen.[23][24][25]

## Rampen buiten de Antillen met grote Antilliaanse betrokkenheid

### 20e eeuw
- 1970
  - 2 mei – ALM-vlucht 980 van New York naar Sint Maarten maakt een gedwongen waterlanding nabij Saint Croix. Van de 63 inzittenden komen 23 om en raken 37 gewond.[26]
- 1973
  - 27 augustus – Bij een vliegtuigramp nabij Bogota in Colombia vallen 43 doden, onder wie tien Antillianen.[27]
- 1992
  - 4 oktober – Bijlmerramp te Amsterdam, 43 doden en 26 gewonden. Van de 43 doden zijn dertien geboren op de Nederlandse Antillen.
- 1996
  - 13 maart – Bij Punto Fijo in Venezuela stort een Cessna 402 van Avia Air Aruba neer. Er vallen acht doden.[28]